# Denys Chomutow
Denys Ołeksandrowycz Chomutow, ukr. Денис Олександрович Хомутов (ur. 7 sierpnia 1979 w Doniecku) – ukraiński piłkarz, grający na pozycji pomocnika, trener piłkarski.

## Kariera piłkarska

### Kariera klubowa
Wychowanek Szkoły Sportowej w Doniecku. 1 kwietnia 1995 rozpoczął karierę piłkarską w drugiej drużynie Szachtara Donieck, barwy którego bronił do lata 2000. Potem występował w klubach Polihraftechnika Oleksandria, Zirka Kirowohrad, Nywa Winnica, Stal Ałczewsk, Spartak Sumy i Olimpik Donieck. Od 2010 do 2012 bronił barw amatorskiego zespołu USK-Rubin Donieck, po czym zakończył karierę piłkarską.

## Kariera trenerska
Jeszcze będąc piłkarzem w 2012 łączył funkcje piłkarza i trenera w amatorskim USK-Rubin Donieck. Od 2013 do października 2014 szkolił dzieci w Szkole Sportowej Olimpik Donieck. W lipcu 2014 został zaproszony do sztabu szkoleniowego Olimpiku Donieck. 30 sierpnia 2017 został mianowany na stanowisko głównego trenera FC Gagra. 29 grudnia 2018 zmienił klub na SK Telawi.

## Sukcesy i odznaczenia

### Sukcesy klubowe
- mistrz Pierwszej Ligi Ukrainy: 2004/05
- mistrz grupy W Drugiej Ligi Ukrainy: 1997/98
- brązowy medalista Drugiej Ligi Ukrainy: 2000/01

### Sukcesy trenerskie
- finalista Pucharu Gruzji: 2018